# Praxis Gemeindepädagogik
Praxis Gemeindepädagogik war eine in der  evangelischen Verlagsanstalt erscheinende Fachzeitschrift für  gemeindepädagogische Praxis und Theorie.

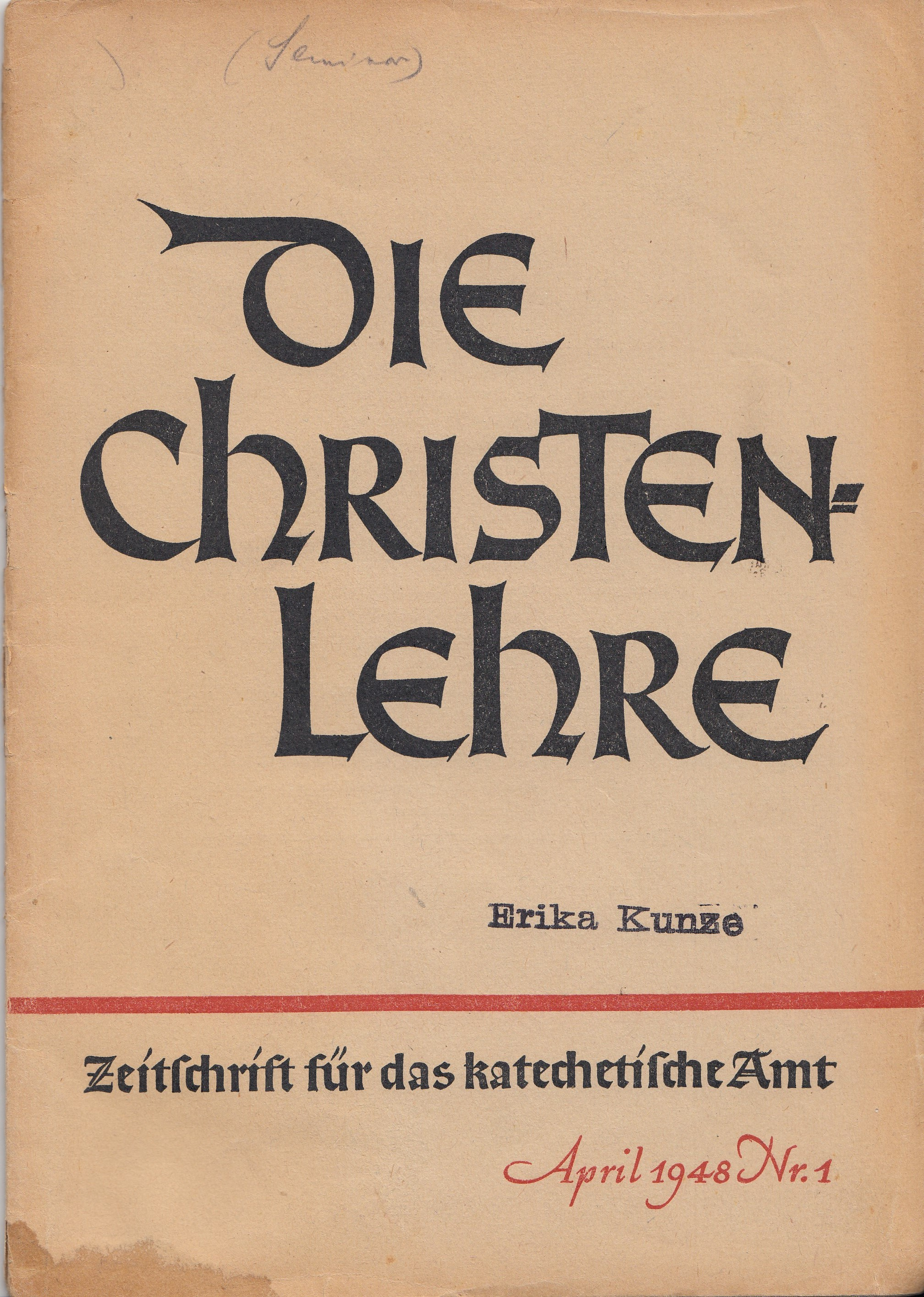
Erstes Heft "Die Christenlehre

## Geschichte
Das Fachperiodikum erschien erstmals im April 1948 unter dem Titel Die Christenlehre. Zeitschrift für das katechetische Amt. Sie erschien in der Evangelischen Verlagsanstalt GmbH, unter der Lizenz Nr. 415 der Sowjetischen Militärverwaltung in Deutschland. Später erhielt sie den Untertitel Zeitschrift für den katechetischen Dienst. Begründet und redigiert wurde die Zeitschrift u. a. von dem Theologen und Publizisten Herwig Hafa, der über die  Notwendigkeit der konfessionell gebundenen Fachzeitschrift schrieb
Sie will die Unterweisung an der Jugend der christlichen Gemeinde dienen und wendet sich deshalb an alle Kräfte in unserer Kirche, die dieser Aufgabe dienen, Katecheten, aber auch Pfarrer und andere Gemeindemitglieder, die haupt- und nebenamtlich sich dieser Aufgabe widmen
Ab Januar 1953 erhielten  alle evangelischen Kindergärten in der DDR die Zeitschrift unentgeltlich, weil sie, wie Hafa auf der 5. Sitzung der Arbeitsgemeinschaft für Evangelische Kinderpflege verkündete, in Zukunft die Rubrik 'Die Kinderstube der Kirche' in jedem Heft einführt. In dieser Rubrik soll ausschließlich Material für die Arbeit der Kindergärtnerin abgedruckt werden.
Von 1996 bis 2004 hieß die Zeitschrift Christenlehre, Religionsunterricht, Praxis, folgend Praxis Gemeindepädagogik. Zeitschrift für evangelische Bildungsarbeit. Mit dem Heft 04/2024 wurde die Zeitschrift aufgrund wirtschaftlicher Erwägungen im Dezember 2024 eingestellt.